# Heathrow (Florida)
Heathrow ist  ein census-designated place (CDP) im Seminole County im US-Bundesstaat Florida mit 6.806 Einwohnern (Stand: Volkszählung 2020).

## Geographie
Heathrow grenzt im Osten direkt an die Stadt Lake Mary und liegt rund 10 km südwestlich von Sanford sowie etwa 20 km nördlich von Orlando. Der CDP wird von der Interstate 4 tangiert.

## Demographische Daten
Laut der Volkszählung 2010 verteilten sich die damaligen 5896 Einwohner auf 2711 Haushalte. Die Bevölkerungsdichte lag bei 818,9 Einw./km². 83,0 % der Bevölkerung bezeichneten sich als Weiße, 4,1 % als Afroamerikaner, 0,2 % als Indianer und 9,4 % als Asian Americans. 1,6 % gaben die Angehörigkeit zu einer anderen Ethnie und 1,8 % zu mehreren Ethnien an. 9,8 % der Bevölkerung bestand aus Hispanics oder Latinos.
Im Jahr 2010 lebten in 33,0 % aller Haushalte Kinder unter 18 Jahren sowie 26,8 % aller Haushalte Personen mit mindestens 65 Jahren. 72,0 % der Haushalte waren Familienhaushalte (bestehend aus verheirateten Paaren mit oder ohne Nachkommen bzw. einem Elternteil mit Nachkomme). Die durchschnittliche Größe eines Haushalts lag bei 2,43 Personen und die durchschnittliche Familiengröße bei 2,89 Personen.
24,7 % der Bevölkerung waren jünger als 20 Jahre, 19,5 % waren 20 bis 39 Jahre alt, 32,2 % waren 40 bis 59 Jahre alt und 23,6 % waren mindestens 60 Jahre alt. Das mittlere Alter betrug 43 Jahre. 47,6 % der Bevölkerung waren männlich und 52,4 % weiblich.
Das durchschnittliche Jahreseinkommen lag bei 85.714 $, dabei lebten 4,7 % der Bevölkerung unter der Armutsgrenze
Im Jahr 2000 war Englisch die Muttersprache von 92,72 % der Bevölkerung, Spanisch sprachen 5,16 % und 2,12 % sprachen Französisch.